# Ford Model BB

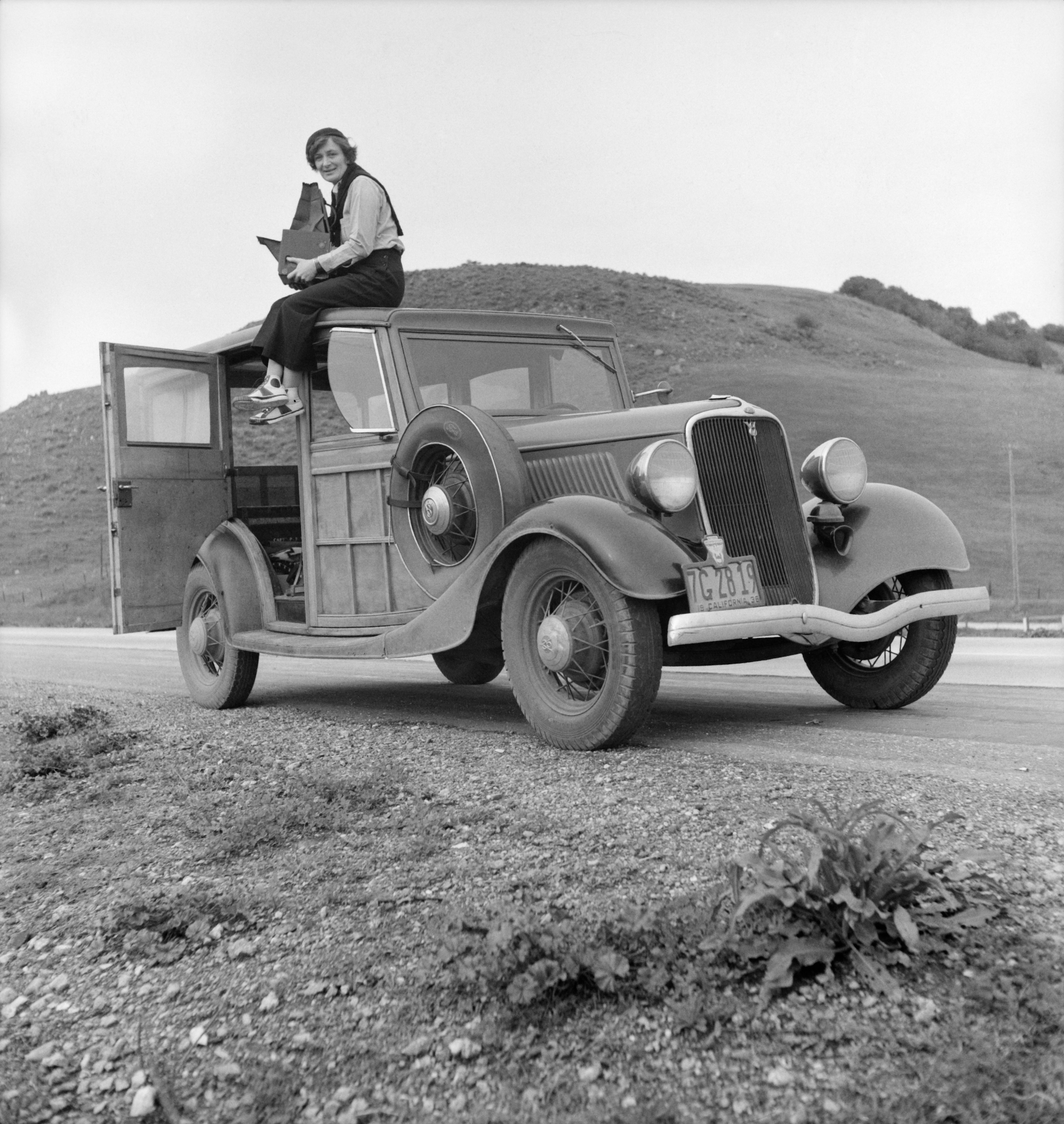
Ford Model 40 (V-8)

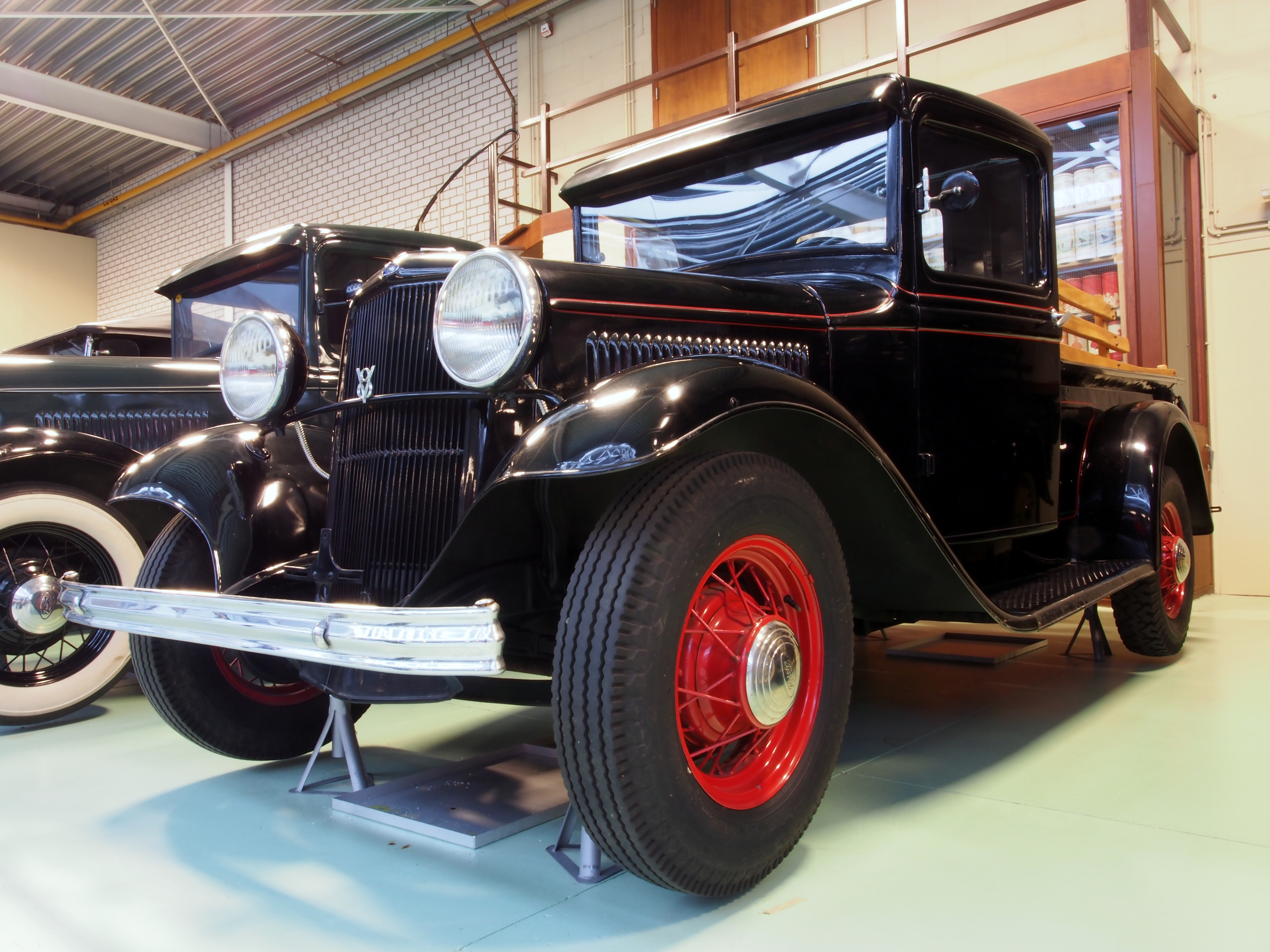
Ford Model 46 (V-8)

Ford Model BB — среднетоннажный грузовой автомобиль, выпускавшийся компанией Ford Motor Company с 1933 по 1934 год. В отличие от Ford Model AA и Ford Model TT, двигатель этой машины мог иметь 4 или 8 цилиндров.
Также автомобиль имеет удлинённую колёсную базу (3340 или 3988 мм), усиленную раму, усиленные трансмиссии и оси, а также колёса большего размера, чем у предыдущих моделей. Опционально автомобиль оснащался «проволочными» колёсами. Во время великой депрессии на базе автомобилей Ford Model BB также производились автомобили скорой помощи, катафалки и пожарные автомобили.